# Alpes del Mangfall
Los Alpes del Mangfall son un sistema montañoso de los Alpes orientales, ubicado en medio de los lagos Tegernsee y Schliersee.

## Picos
Picos importantes incluyen:
- Hinteres Sonnwendjoch (1986 m s. n. m.)
- Rotwand (1884 m s. n. m.)
- Wendelstein (1838 m s. n. m.)

## Ríos y lagos
Los cauces fluviales más importantes de los Alpes del Mangfall son los ríos Isar e Inn. Debido a su origen glacial sus cauces recorren valles en forma de U, en los cuales se formaron lagos como el Tegernsee y el Schliersee. Otro lago importante es el lago Spitzingsee, que se encuentra a una altitud de más de 1000 m s. n. m.